# Lista de primeiros-ministros da Guiné
| Mandato                                         | Titular                 | Partido                         |
| ----------------------------------------------- | ----------------------- | ------------------------------- |
| 26 de abril de 1972 3 de abril de 1984          | Louis Lansana Beavogui  | Partido Democrático da Guiné    |
| 5 de abril de 1984 18 de dezembro de 1984       | Diarra Traoré           | Junta militar                   |
| Cargo abolido (18 dezembro 1984 – 9 julho 1996) |                         |                                 |
| 9 de julho de 1996 8 de março de 1999           | Sidya Touré             | Independente                    |
| 8 de março de 1999 23 de fevereiro de 2004      | Lamine Sidimé           | Partido Unidade e Progresso     |
| 23 de fevereiro de 2004 30 de abril de 2004     | François Lonseny Fall   | Partido Unidade e Progresso     |
| Vacante (30 abril – 9 dezembro 2004)            |                         |                                 |
| 9 de dezembro de 2004 5 de abril de 2006        | Cellou Dalein Diallo    | Partido Unidade e Progresso     |
| Vacante (5 abril 2006 – 9 fevereiro 2007)       |                         |                                 |
| 9 de fevereiro de 2007 1 de março de 2007       | Eugène Camara           | Partido Unidade e Progresso     |
| 1 de março de 2007 23 de maio de 2008           | Lansana Kouyaté         | Independente                    |
| 23 de maio de 2008 24 de dezembro de 2008       | Ahmed Tidiane Souaré    | Independente                    |
| 30 de dezembro de 2008 26 de janeiro de 2010    | Kabiné Komara           | Independente                    |
| 26 de janeiro de 2010 24 de dezembro de 2010    | Jean-Marie Doré         | União para o Progresso da Guiné |
| 24 de dezembro de 2010 29 de dezembro de 2015   | Mohamed Saïd Fofana     | Independente                    |
| 29 de dezembro de 2015 24 de maio de 2018       | Mamady Youla            | Independente                    |
| 24 de maio de 2018 5 de setembro 2021           | Ibrahima Kassory Fofana | Independente                    |
| Vacante (5 setembro 2021 – 6 outubro 2021)      |                         |                                 |
| 6 de outubro de 2021 17 de julho de 2022        | Mohamed Béavogui        | Independente fevereiro          |
| 17 de julho de 2022 19 de fevereiro de 2024     | Bernard Goumou          | Independente                    |
| Vacante (19 fevereiro 2024 – 27 fevereiro 2024) |                         |                                 |
| 27 de fevereiro de 2024 presente                | Bah Oury                | UDRG                            |

Fonte: World Statesmen 
1. ↑  https://www.jeuneafrique.com/1542079/politique/en-guinee-pourquoi-doumbouya-a-choisi-bah-oury-comme-premier-ministre/